# Leyla Gencer Voice Competition
Die Leyla Gencer Voice Competition ist ein internationaler Gesangswettbewerb, der seit 1995 von der Istanbul Foundation for Culture and Arts gemeinsam mit der Accademia del Teatro alla Scala zu Ehren der türkischen Opernsängerin Leyla Gencer veranstaltet wird. Seit 2008 wurde der Wettbewerb alle zwei Jahre durchgeführt, seit 2012 erfolgt die Durchführung im dreijährigen Rhythmus.
Vor dem eigentlichen Wettbewerb in Istanbul finden Vorausscheide in verschiedenen europäischen Städten statt.
Die Jury kann erste, zweite und dritte Preise vergeben, die 2012 mit 12.500 €, 7500 € und 3500 € dotiert waren. Ein erster Preis muss nicht vergeben werden. Zusätzlich vergibt die Accademia del Teatro alla Scala dreimonatige Studienaufenthalte.